# Mister Universo Venezuela
El Mister Universo Venezuela, antiguamente llamado Míster Handsome Venezuela, es un concurso de belleza masculino nacional de Venezuela, que se celebra desde 2004. Este certamen es responsable de seleccionar al representante de ese país a Mister Universo Model.

## Venezuela en el Mister Universo Model
El Mister Universo Model es la 4.º Competencia Internacional de Belleza Masculina más importante del mundo. La Organización Mister Universo Venezuela realiza cada año un concurso nacional para seleccionar al venezolano que representará a su país en el Mister Universo Model.
Color Clave
- Ganador
- Finalistas
- Semi-Finalistas

| Año  | Representante                           | Estado                                  | Edad                                    | Posición                                | Premios                                 |
| ---- | --------------------------------------- | --------------------------------------- | --------------------------------------- | --------------------------------------- | --------------------------------------- |
| 2008 | Julio Sánchez-Vega Lugo                 | Cojedes                                 | 23                                      | Top 10                                  | Mejor Cuerpo                            |
| 2009 | No Compitió - Ganador Participó en 2010 | No Compitió - Ganador Participó en 2010 | No Compitió - Ganador Participó en 2010 | No Compitió - Ganador Participó en 2010 | No Compitió - Ganador Participó en 2010 |
| 2010 | Edgar José Moreno Muñoz                 | Guárico                                 | 24                                      |                                         | Mejor Cuerpo                            |
| 2011 | Juan Pablo Gómez                        | Nueva Esparta                           | 24                                      | Mister Universo Model 2011              | Sr. Internet                            |
| 2012 | Julio César Torres                      | Monagas                                 | 23                                      | 4.º Finalista                           | Sr. Fotogénico                          |
| 2013 | Christian Johan Rodríguez Flores        | Guárico                                 | 21                                      | Top 12                                  |                                         |
| 2014 | José Luis Fernández                     | Distrito Capital                        | 23                                      | 1.º Finalista                           | Sr. Amistad                             |
| 2015 | Christian Nunes Angulo                  | Sucre                                   | 21                                      |                                         |                                         |
| 2016 | Luis Domingo Baez                       | Delta Amacuro                           | 18                                      | 1.º Finalista                           | Mejor Cuerpo                            |
| 2017 | Jessús Zambrano                         | Táchira                                 | 26                                      |                                         |                                         |
| 2018 | Jaime Betancourt                        | Miranda                                 | 20                                      | 2.º Finalista                           |                                         |
| 2019 | Luis Enrique Rodríguez                  | Bolívar                                 | 20                                      | Top 15                                  |                                         |
| 2020 | Jheison Mena                            | Carabobo                                | 27                                      |                                         |                                         |